# Adrie van Kraaij
Adrianus Ambrosius Cornelis "Adrie" van Kraaij (født 1. august 1953 i Eindhoven, Holland) er en tidligere hollandsk fodboldspiller (forsvarer), der vandt bronze med det hollandske landshold ved EM i 1976 og sølv ved VM i 1978.

## Karriere
Van Kraaij tilbragte det meste af sin karriere hos PSV Eindhoven i sin fødeby. Med klubben var han med til at vinde tre hollandske mesterskaber, to pokaltitler samt UEFA Cuppen i 1978. Efter elleve sæsoner forlod han klubben, og sluttede sin karriere af med kortere ophold hos belgiske Thor Genk og FC Basel i Schweiz.
Van Kraaij spillede desuden 17 kampe for Hollands landshold. Han var en del af den hollandske trup, der vandt bronze ved EM i 1976 i Jugoslavien.. Han spillede fuld tid i både semifinalen og bronzekampen. To år senere var han med til at vinde sølv ved VM i 1978 i Argentina. Her spillede han dog kun én af hollændernes seks kampe, og var ikke på banen i finalenederlaget mod værtsnationen.

## Titler
Æresdivisionen
- 1975, 1976 og 1978 med PSV Eindhoven

KNVB Cup
- 1974 og 1976 med PSV Eindhoven

UEFA Cuppen
- 1978 med PSV Eindhoven